# Hasamili
Hasamili – w mitologii hetyckiej bóg kowalstwa.
Jako jedyny niepokonany przez Hahhima symbolizującego prawdopodobnie zimowe "odrętwienie" w micie zachowanym na tabliczce z Yozgatu.